# Слободан Гаврановић
Слободан Гаврановић (Босански Нови, 1. септембар 1950) српски је правник и политичар. Садашњи је функционер Савеза независних социјалдемократа (СНСД). Бивши је градоначелник Бање Луке и предсједник Скупштине града.

## Биографија
Слободан Гаврановић је рођен 1. септембра 1950. године у Босанском Новом, ФНРЈ. Основну, средњу учитељску школу и Правни факултет завршио је у Бањој Луци. По занимању је дипломирани правник са положеним правосудним испитом.
Радио је у општинској управи у Бањој Луци, руководио је органима управе за инспекцијске послове и одбрану и био је секретар Скупштине града. Обављао је дужност начелника Службе за спријечавање и сузбијање криминалитета у органима унутрашњих послова у Бањој Луци и дужност директора за немедицинска питања у Клиничком центру Бања Лука.
Два пута је био биран за члана Извршног одбора Савеза независних социјалдемократа (СНСД) у Бањој Луци. Више је пута биран за одборника у Скупштини града, а за предсједника Скупштине града изабран је 2000. године. На парламентарним изборима 2010. изабран је и за народног посланика у Народној скупштини Републике Српске, али се одрекао мандата. Био је предсједник Градског одбора СНСД-а. На локалним изборима 2012. изабран је за градоначелника Бање Луке.